# Ernest Claes

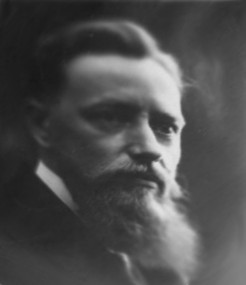
Ernest Claes (1931)

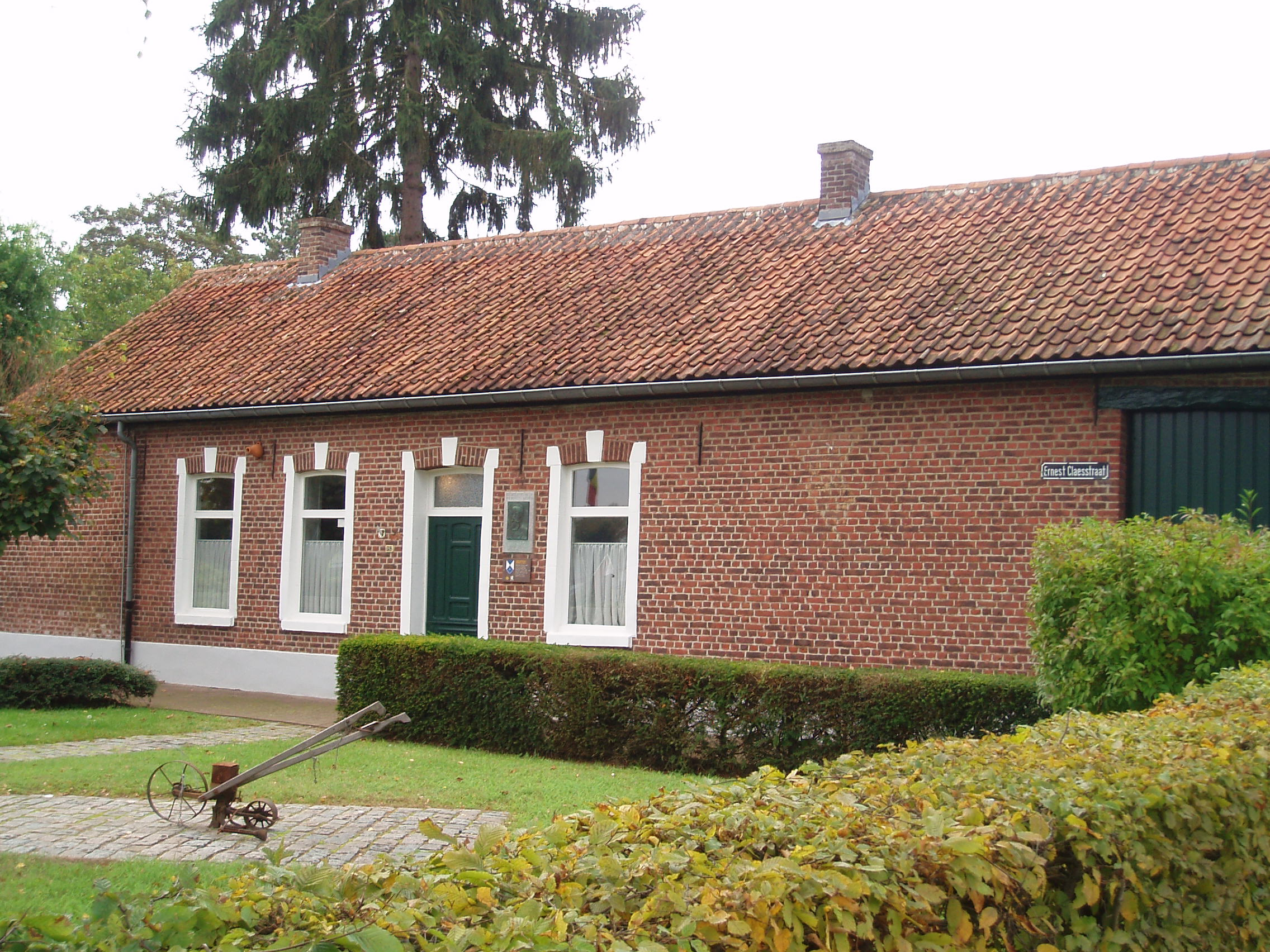
Geburtshaus von Claes

Andreas Ernestus Josephus Claes [kla:s] (* 24. Oktober 1885 in Zichem, Flandern; † 2. September 1968 in Ixelles/Elsene) war ein flämischer Schriftsteller.
In Flandern ist er einer der meistgelesenen Autoren. Sein bekanntestes Werk ist der Heimat- und Schelmenroman De Witte (deutsch „Flachskopf“), der auch zweimal verfilmt wurde.

## Leben
Ernest Claes war flämisch orientiert und stellte sich im Zweiten Weltkrieg hinter die nationalistische Einheitsbewegung VNV (Vlaams Nationaal Verbond „flämischer nationaler Verband“), die auch nationalsozialistische Verbindungen hatte. Er nahm ab 1941 auch an den von der nationalsozialistischen Kulturpropaganda organisierten Weimarer Dichtertreffen teil.
Seine Zusammenarbeit mit den Nationalsozialisten wurde ihm später angelastet und er saß deshalb drei Monate im Gefängnis Sint-Gillis bei Brüssel. Er wurde jedoch von allen Vorwürfen freigesprochen und erhielt seine Bürgerrechte zurück.
Einige seiner Werke wurden unter dem Pseudonym G. van Hasselt veröffentlicht.

## Schriften
- Uit mijn dorpken (1906)
- Het proza van Potgieter (1912)
- Uit mijn soldatentijd (1917)
- Bei uns in Deutschland. Im Kriegsgefangenenlager in Erfurt (1919)
- Namen 1914 (1919)
- Oorlogsnovellen (1919)
- De Witte (1920)
  - deutsch: Flachskopf, Suhrkamp Verlag, Frankfurt am Main 1985, ISBN 3-518-37024-3.
- Sichemsche novellen (1921)
- De vulgaire geschiedenis van Charelke Dop (1923)
- De Fanfare „De Sint-Jansvrienden“ (1924)
  - deutsch: Die Dorfmusik. Erzählung.
- Kiki (1925)
- Het leven van Herman Coene (1925–1930)
  - deutsch: Donkelhof und Wasinghaus. Roman.
- Hannes Raps (1926)
  - deutsch: Hannes Raps. Insel Verlag, Leipzig 1932 (Insel-Bücherei 429)
- De heiligen van Sichem (1931)
  - deutsch: Die Heiligen von Sichem. Insel Verlag, Leipzig 1936 (IB 483)
- De geschiedenis van Black (1932)
- Kobeke (1933)
- Pastoor Campens zaliger (1935)
- Van den os en den ezel (1937)
- De moeder en de drie soldaten (1939)
  - deutsch: Die Mutter und die drei Soldaten
- Clementine (1940)
- Jeugd (1940)
- De oude klok (1947)
- Jeroom en Benzamien (1947)
- Daar is een mens verdronken (1950)
- Studentenkosthuis „bij Fien Janssens“ (1950)
- Floere, het Fluwijn (1951)
- Het leven en de dood van Victalis van Gille (1951)
  - deutsch: Das Leben und der Tod des Victalis van Gille. Insel Verlag, Leipzig 1953 (IB 568/1)
- Cel 269 (1952)
- Voor de open poort (1952)
- De nieuwe ambtenaar (1953)
- Het was lente (1953)
- De oude moeder (1955)
- Leuven. O dagen, schone dagen (1958)
- De mannen van toen (1959)
- Ik en de Witte (1960)

## Verfilmungen
- 1936: De witte
- 1980: Flachskopf (De witte van Sichem)